# Certificado de alistamento militar
O certificado de alistamento militar (CAM) é um documento expedido pelo Ministério da Defesa brasileiro aos jovens do sexo masculino que se alistam nas Forças Armadas no ano em que completam 18 anos.
O período para que o jovem se aliste decorre de 1º de janeiro a 30 de junho do ano em que completa 18 anos.

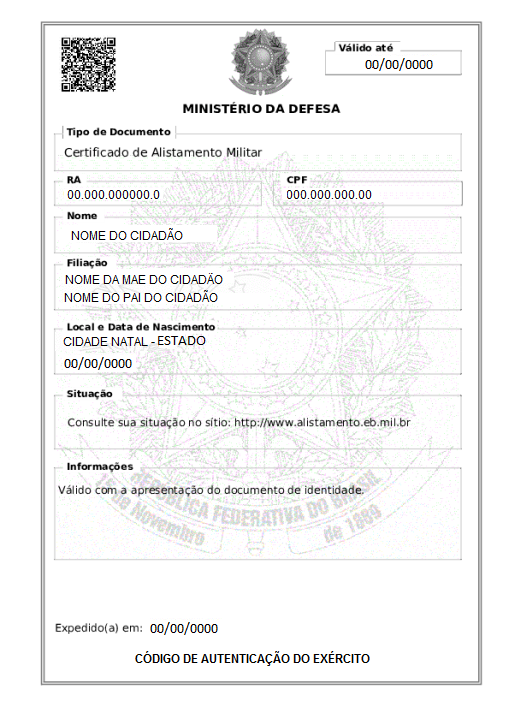
Modelo de Certificado de Alistamento Militar (CAM)

## O certificado
O dito certificado tem dupla serventia: identifica o conscrito e controla por quais processos/passos que este passou no serviço militar obrigatório inicial, pois os cidadãos entre 18 e 45 anos podem ser convocados, por força de lei. A Lei nº 4.375, de 17 de agosto de 1964, diz em seu artigo 5º que:
Art. 5º A obrigação para com o Serviço Militar, em tempo de paz, começa no 1º dia de janeiro do ano em que o cidadão completar 18 (dezoito) anos de idade e subsistirá até 31 de dezembro do ano em que completar 45 (quarenta e cinco) anos..
§ 1º Em tempo de guerra, esse período poderá ser ampliado, de acordo com os interesses da defesa nacional.
§ 2º Será permitida a prestação do Serviço Militar como voluntário, a partir dos 17 (dezessete) anos de idade.

Já o artigo 74 da mesma Lei nº 4.375, de 17 de agosto de 1964 restringe uma série de direitos sem a apresentação do comprovante de que o cidadão está quite com o serviço militar. Diz o referido artigo:
Art. 74. Nenhum brasileiro, entre 1º de janeiro do ano em que completar 19 (dezenove), e 31 de dezembro do ano em que completar 45 (quarenta e cinco) anos de idade, poderá, sem fazer prova de que está em dia com as suas obrigações militares:
a) obter passaporte ou prorrogação de sua validade;
b) ingressar como funcionário, empregado ou associado em instituição, empresa ou associação oficial ou oficializada/subvencionada, ou cuja existência/funcionamento dependa de autorização/reconhecimento do Governo Federal, Estadual, dos Territórios ou Municipal;
c) assinar contrato com o Governo Federal, Estadual, dos Territórios ou Municipal;
d) prestar exame ou matricular-se em qualquer estabelecimento de ensino;
e) obter carteira profissional, matrícula ou inscrição para o exercício de qualquer função e licença de indústria e profissão;
f) inscrever-se em concurso para provimento de cargo público;
g) exercer, a qualquer título, sem distinção de categoria, ou forma de pagamento, qualquer função ou cargo público:
I - estipendiado pelos cofres públicos federais, estaduais ou municipais;
II - de entidades paraestatais e das subvencionadas ou mantidas pelo poder público;
h) receber qualquer prêmio ou favor do Governo Federal, Estadual, dos Territórios ou Municipal;

Art. 75. Constituem prova de estar o brasileiro em dia com as suas obrigações militares:
a) o Certificado de Alistamento, nos limites da sua validade;
b) o Certificado de Reservista;
c) o Certificado de Isenção;
d) o Certificado de Dispensa de Incorporação.
§ 1º Outros documentos comprobatórios da situação militar do brasileiro, poderão ser estabelecidos na regulamentação desta lei.
§ 2º A regulamentação da presente lei poderá discriminar anotações periódicas ou não, a serem feitas nos Certificados acima.
§ 3o  Para os concluintes de curso de ensino superior de Medicina, Farmácia, Odontologia e Veterinária, o Certificado de Dispensa de Incorporação de que trata a alínea ‘d’ do caput deste artigo deverá ser revalidado pela região militar respectiva, ratificando a dispensa, ou recolhido, no caso de incorporação, a depender da necessidade das Forças Armadas, nos termos da legislação em vigor. (Incluído pela Lei nº 12.336, de 2010)
O alistamento possui um número de RA, composto de 12 dígitos. Os dois primeiros dígitos informam a Circunscrição Militar da região, os três seguintes são relativos à Junta de Serviço Militar de cada cidade. Os seis dígitos seguintes formam um que segue em sequência, e o último é o dígito verificador.
No caso do alistamento para as outras duas forças armadas, Marinha ou Aeronáutica, o serviço militar é voluntário.
Olavo Bilac é o patrono do Serviço Militar por ter sido um defensor do Serviço Militar Obrigatório.

## Outros documentos comprobatórios de situação militar
Em certas situações, como ao ingressar numa universidade pública, ou ao fazer pedido de passaporte na Polícia Federal, pede-se algum documento que comprove quitação com o serviço militar. Dentre tais documentos, incluem-se, segundo o artigo 209 do Regulamento do Serviço Militar (Decreto nº 57.654/1966):
- 1) Certificado de Alistamento Militar;
- 2) Certificado de Reservista;
- 3) Certificado de Dispensa de Incorporação;
- 4) Certificado de Isenção;
- 5) Certidão de Situação Militar;
- 6) Carta Patente;
- 7) Provisão de Reforma;
- 8) Atestado de Situação Militar;
- 9) Cartão ou Carteira de Identidade (para militares);

No caso do passaporte, são pedidos os dados do tipo de documento (acima), número (sete últimos dígitos), série (cinco primeiros dígitos), categoria (Primeira, Segunda ou Terceira Categoria) e unidade militar (número apresentado ao lado esquerdo da CSM). Deve ser utilizada a opção "Terceira Categoria" caso o portador apresente o certificado de dispensa de incorporação. No certificado de dispensa de incorporação, a unidade militar é o número da CSM OU da OAM.